# Copa d'Europa de futbol 1982-83
La Copa d'Europa de futbol 1982-83 fou l'edició número vint-i-vuit en la història de la competició. Es disputà entre l'octubre de 1982 i el maig de 1983, amb la participació inicial de 33 equips de 32 federacions diferents.
La competició fou guanyada per l'Hamburg a la final enfront de la Juventus FC. Per primer cop des de l'edició del 1975-76 la competició no fou guanyada per un equip anglès.

## Ronda preliminar
| Equip 1         | Global | Equip 2   | Anada | Tornada |
| --------------- | ------ | --------- | ----- | ------- |
| Dinamo Bucarest | 4-3    | Vålerenga | 3-1   | 1-2     |

## Primera ronda
| Equip 1           | Global | Equip 2                  | Anada | Tornada |
| ----------------- | ------ | ------------------------ | ----- | ------- |
| AS Monaco         | 0-2    | CSKA Septemvrijsko Zname | 0-0   | 0-2     |
| Dinamo de Zagreb  | 1-3    | Sporting                 | 1-0   | 0-3     |
| Víkingur          | 2-4    | Reial Societat           | 0-1   | 2-3     |
| Celtic FC         | 4-3    | AFC Ajax                 | 2-2   | 2-1     |
| Grasshopper       | 0-4    | Dinamo Kiev              | 0-1   | 0-3     |
| 17 Nëntori Tirana | 2-2¹   | Linfield                 | 1-0   | 1-2     |
| Dynamo Berlin     | 1-3    | Hamburg                  | 1-1   | 0-2     |
| Olympiakos FC     | 2-1    | Östers                   | 2-0   | 0-1     |
| Dinamo Bucarest   | 3-2    | Dukla Praga              | 2-0   | 1-2     |
| Aston Villa FC    | 3-1    | Beşiktaş JK              | 3-1   | 0-0     |
| Standard Liège    | 5-3    | Rába ETO Győr            | 5-0   | 0-3     |
| Hvidovre          | 4-7    | Juventus FC              | 1-4   | 3-3     |
| Avenir Beggen     | 0-13   | Rapid Viena              | 0-5   | 0-8     |
| Hibernians        | 2-7    | Widzew Łódź              | 1-4   | 1-3     |
| Omonia            | 2-3    | HJK                      | 2-0   | 0-3     |
| Dundalk           | 1-5    | Liverpool FC             | 1-4   | 0-1     |

¹ 17 Nëntori Tirana passà a la segona ronda per la regla del valor doble dels gols en camp contrari.

## Segona ronda
| Equip 1                  | Global       | Equip 2           | Anada | Tornada |
| ------------------------ | ------------ | ----------------- | ----- | ------- |
| CSKA Septemvrijsko Zname | 2-2¹         | Sporting          | 2-2   | 0-0     |
| Reial Societat           | 3-2          | Celtic FC         | 2-0   | 1-2     |
| Dinamo Kiev              | abandonament | 17 Nëntori Tirana | -     | -       |
| Hamburg                  | 5-0          | Olympiakos FC     | 1-0   | 4-0     |
| Dinamo Bucarest          | 2-6          | Aston Villa FC    | 0-2   | 2-4     |
| Standard Liège           | 1-3          | Juventus FC       | 1-1   | 0-2     |
| Rapid Viena              | 5-6          | Widzew Łódź       | 2-1   | 3-5     |
| HJK                      | 1-5          | Liverpool FC      | 1-0   | 0-5     |

¹ Sporting passà a Quarts de final per la regla del valor doble dels gols en camp contrari.

## Quarts de final
| Equip 1        | Global | Equip 2        | Anada | Tornada |
| -------------- | ------ | -------------- | ----- | ------- |
| Sporting       | 1-2    | Reial Societat | 1-0   | 0-2     |
| Dinamo Kiev    | 2-4    | Hamburg        | 0-3   | 2-1     |
| Aston Villa FC | 2-5    | Juventus FC    | 1-2   | 1-3     |
| Widzew Łódź    | 4-3    | LIverpool      | 2-0   | 2-3     |

## Semifinals
| Equip 1        | Global | Equip 2     | Anada | Tornada |
| -------------- | ------ | ----------- | ----- | ------- |
| Reial Societat | 2-3    | Hamburg     | 1-1   | 1-2     |
| Juventus FC    | 4-2    | Widzew Łódź | 2-0   | 2-2     |

## Final
| Hamburg   | 1-0 | Juventus FC |
| --------- | --- | ----------- |
| Magath 8' |     |             |

| Guanyador de la Copa d'Europa 1982-83 |
| ------------------------------------- |
| Hamburg Primer títol                  |